# 1985年のテレビ (日本)
1985年のテレビ（1985ねんのテレビ）では、1985年（昭和60年）の日本におけるテレビジョン放送全般の動向についてまとめる。

## 番組関係の出来事

### 1月
- 1日・2日 - フジテレビ系で新春恒例特別番組『第22回新春スターかくし芸大会』を放送。1965年放送の第2回より21年間同番組の司会を務めた高橋圭三は、この回をもって同番組から卒業した。
- 1日 - フジテレビ系のミニ紀行・グルメ番組『くいしん坊!万才』の6代目くいしん坊として、俳優の梅宮辰夫がこの日の放送より登場（梅宮は1987年12月30日まで3年間にわたり担当）[1]。
- 2日
  - TBS系で新春恒例特別番組『第14回レコード10社対抗'85新春オールスター大運動会』を放送。この回からワーナーパイオニア（ワーナー・ミュージック・ジャパンの前身）とキングレコードが加入し10社対抗に変更、同時に運動会番組では初のステレオ放送となる。なお初回（ただし初回と第2回は新春特番ではなかった）から総合司会を務めた高橋圭三は、翌1986年の第15回から「大会会長」と「審査委員長」に昇格、代わって進行役チーフの渡辺謙太郎（当時：TBSアナウンサー）が総合司会に昇格する。
  - 日本テレビ系で前年から放送されている特別番組『全日本オールスター選抜大運動会』の正月特別版『晴れ姿オールスタージャンボお正月大合戦』を放送（司会・実況：福留功男(当時局アナ)、解説：板東英二、進行役：おりも政夫）。この後4月3日に『第3回全日本オールスター選抜大運動会』を放送（司会・実況・進行役は同じ。解説：青田昇・研ナオコ）。この回から芸能人の出身地による組み分けを廃止し、田原俊彦率いる「レッドトッシーズ」、近藤真彦率いる「グリーンマッチーズ」、THE GOOD-BYE率いる「イエローグッバイズ」、シブがき隊率いる「ブルーガッキーズ」に組み分けした。そして収録も芸能人運動会番組では初の野外ロケ（グアム）となった。この後10月9日には『第4回全日本オールスター選抜大運動会』を放送（司会：おりも政夫、進行役：あのねのね、解説：青田昇・田原俊彦）。組み分けも今までの4チームから『晴れ姿』以来の紅白2チームへ変えた。しかしこの回を以て番組は終了した。なお第3回放送後の4月20日には、同じグアムを舞台にした水泳大会『オールスターワールド水上フェスティバル』を『土曜トップスペシャル』で放送した。
- 6日 - NHK大河ドラマ第23作『春の波涛』放送開始（全50話、 - 12月15日）。
- 8日 - TBS系火曜20時枠で、小泉今日子主演のドラマ『少女に何が起こったか』（大映テレビ制作）が放送開始（ - 3月26日）。また同局系火曜21時枠ではラブコメドラマ『毎度おさわがせします』が放送開始、中山美穂が同作で女優デビューした（ - 3月26日、以後1987年まで全3シリーズ制作）。
- 10日 - 日本テレビほかで、石ノ森章太郎原作・東映制作の特撮ドラマ『兄弟拳バイクロッサー』、フジテレビ系で、同じく石ノ森・東映による『TVオバケてれもんじゃ』がそれぞれ放送開始。前者は9月、後者は3月まで放送。

### 2月
- 2日 - テレビ朝日系の特撮シリーズ『スーパー戦隊シリーズ』（東映制作）第9作となる『電撃戦隊チェンジマン』放送開始（ - 1986年2月22日、全55話）。

### 3月
- 2日 - 名古屋テレビ・テレビ朝日系アニメ枠で、『機動戦士ガンダム』第1シリーズ終了（1980年1月）から5年ぶりに新テレビシリーズとして『機動戦士Ζガンダム』がこの日から放送開始（ - 1986年2月22日、サンライズ制作）。
- 7日 - 日本テレビ系の『木曜スペシャル』で、1963年8月8日にイギリスで起こった大列車強盗事件 (『1963年の大列車強盗』参照)で逮捕されながら、その後脱獄し世界中を逃げ回ったロナルド・ビッグズに関するドキュメンタリー『27億円強奪!オレは世界一の大列車強盗だ!!』を生放送。ビッグズを追ったイギリスの私服警官・ジャック・スリッパーがゲスト出演、ブラジルに住んでいるビッグスと衛星中継による会話を行った[2][3]。
- 8日 - テレビ朝日系の特撮シリーズ『メタルヒーローシリーズ』（東映制作）初期3部作である「宇宙刑事シリーズ」、第3作『宇宙刑事シャイダー』最終回となる第49話「3人の宇宙刑事 ギャバン シャリバン シャイダー大集合!!」をもって「ギャバン」から3作続いたシリーズに幕。翌週よりメタルヒーローシリーズ第4作『巨獣特捜ジャスピオン』が放送開始。
- 16日 - NHK総合で国際科学技術博覧会（つくば科学万博）の開会式を放送[4]。つくば科学万博の開催期間中、NHKは『ハイライト科学万博』[5]、TBSは『EXPOスクランブル』[6]を毎週放送するなど、関連番組も放送された。
- 20日 - フジテレビのドラマ枠で5年8ヶ月続いた『平岩弓枝ドラマシリーズ』を終了。
- 21日 - NHK総合『あなたのメロディー』が1963年以来22年間の放送を終了。
- 22日 - NHK教育『みんなのせかい』が1972年以来13年間の放送を終了。
- 24日 - フジテレビ系日曜19時台前半枠で、あだち充原作の青春アニメ『タッチ』が放送開始（ - 1987年3月22日）。
- 26日
  - フジテレビ系のトークバラエティ番組『唄子・啓助のおもろい夫婦』が16年の歴史に幕。
  - 朝日放送制作、テレビ朝日系の恋愛バラエティ番組『プロポーズ大作戦』が12年の歴史に幕[注 1]。
- 30日
  - TBS系のクイズ番組『クイズダービー』の2枠解答者の斉藤慶子と出題者の琉球放送アナウンサーのきゃんひとみが降板。斉藤は1年半、きゃんは1年間出演した。
  - 関西テレビ制作、フジテレビ系の恋愛バラエティ番組『パンチDEデート』が12年半の歴史に幕[注 2]。
- 31日
  - NHK総合『明るい農村』が1963年以来22年間の放送を終了[7]。
  - フジテレビ系の週末夕方ニュース『FNNニュースレポート5:30』がこの日を最後に終了、これで夕方の『ニュースレポート』全番組が消滅。
  - フジテレビ系で1969年10月から放送開始したテレビアニメ『サザエさん』の企画・制作を15年半にわたって担当していた広告代理店である宣弘社がこの日の放送を最後に撤退。その後、フジテレビが制作に関与するなど、制作体制が大きく変わった。

### 4月
- 1日
  - NHK、新年度の番組編成を開始。
    - 総合テレビの早朝6時台で、日本各地からの旬の話題を伝える情報番組『にっぽん列島朝いちばん』放送開始（ - 1988年3月）
    - 連続テレビ小説第34作『澪つくし』（作：ジェームス三木・主演：沢口靖子）放送開始（ - 10月5日）
    - 『おかあさんといっしょ』のうたのおにいさんが林アキラから坂田おさむへ4年ぶりに交代。同番組の再放送は教育テレビに移行[8]。
    - 『7時のニュース』の月曜日〜金曜日のキャスターに松平定知、久能木あゆみ両アナウンサーを起用[9]。

  - TBS系朝の情報番組『朝のホットライン』のメイン司会が、荻島正己（元静岡放送アナウンサー）と宇江佐りえ（タレント）のコンビから元NHKアナウンサーの草野仁とTBSアナウンサー（当時）の有村かおりに交代。草野は1990年3月の番組終了まで出演、後継番組の『THE WAVE』（1990年4月 - 9月）まで5年半TBSの朝を支えた。
  - フジテレビ系、平日帯枠の報道・情報・バラエティ番組が改正。
    - 『おはよう!ナイスデイ』は新たに関西テレビの桑原征平アナウンサーを起用。
    - 『笑っていいとも!』の新レギュラーに4月1日（月曜日）に小林克也と渡辺正行、4月4日（木曜日）に篠原勝之が登板。
    - 『3時のあなた』は新アシスタントに牧原俊幸（水曜日）、川端健嗣（木・金曜日）両アナウンサーを起用。
    - 平日17時枠で、生放送バラエティ番組『夕やけニャンニャン』が放送開始（ - 1987年8月31日）。この番組から秋元康プロデュースのアイドルグループ、おニャン子クラブがデビューした。
    - 『FNNスーパータイム』は平日のスポーツコーナーにスポーツ記者の長田渚左（月 - 水曜日）とロサンゼルスオリンピック体操競技金メダリストの森末慎二（木・金曜日）を起用。また4月6日より週末版をスタート。アンカーマンは陣内誠、アシスタントは城ヶ崎祐子、スポーツコーナーは川端健嗣両アナウンサーが担当（ - 1997年3月30日）。

  - テレビ朝日系夕方の帯シリーズアニメ『藤子不二雄劇場』第4作目として『オバケのQ太郎』（シンエイ動画制作）放送開始。同作のアニメ化は『新オバケのQ太郎』（1971年 - 1972年、東京ムービー制作、日本テレビ系）以来12年ぶり（ - 1987年3月）[注 3]。
  - 電電公社の民営化にともないNTTが発足したこの日、日本テレビ系月曜21時枠で、初のNTT一社提供番組『NTTアワー TIME21』放送開始（ - 1991年3月）。
- 2日
  - NHK総合で、タモリ司会の動物教養バラエティ『ウォッチング』放送開始（ - 1989年3月14日）。
  - フジテレビ系で千葉真一主演『影の軍団シリーズ』（関西テレビ・東映制作）の第4作『影の軍団IV』がスタート。同シリーズは1982年の『影の軍団III』以来の放映となった。
  - テレビ朝日系火曜19時枠、藤子不二雄原作の1時間枠のアニメ複合番組『藤子不二雄ワイド』が放送開始。『パーマン』『忍者ハットリくん』『プロゴルファー猿』の3本による構成（のちに『エスパー魔美』が加わり、1987年9月まで放送された）。
- 3日
  - フジテレビ系の生放送歌謡番組『夜のヒットスタジオ』が月曜日22時枠から移動、水曜日21時からの2時間番組となり『夜のヒットスタジオDELUXE』に改題。なお『夜ヒット』の移動・拡大に伴い、これまで水曜22時枠で放送していた『三枝の愛ラブ!爆笑クリニック』（関西テレビ制作）が月曜22時へ移動となった。
  - 日本テレビ系『水曜ロードショー』、水野晴郎が2年ぶりに解説者として復帰。
- 6日
  - NHK総合で、法律の相談を兼ねたバラエティ番組『バラエティー生活笑百科』（大阪局制作）が放送開始。司会は西川きよしが務めたが、第14回参議院議員通常選挙への出馬のために1年で降板。2年目から笑福亭仁鶴に交代。
  - TBS系『クイズダービー』の新2枠解答者に元・新体操選手（ロサンゼルスオリンピックの同競技日本代表）の山﨑浩子が登板。また出題者も元・テレビ愛媛アナウンサーの小池達子が登板した。
- 7日
  - フジテレビ系日曜朝9時枠『東映不思議コメディーシリーズ』第5作『勝手に!カミタマン』放送開始（ - 1986年3月31日、全51話）。なお、この年は東映だけで『バイクロッサー』『てれもんじゃ』『チェンジマン』『ジャスピオン』そして『カミタマン』と5作品もの特撮（このうち石ノ森章太郎原作は3作品）が制作された。
  - 朝日放送制作・テレビ朝日系列のクイズ番組『東リパネルクイズ アタック25』が放送10周年を迎え、記念大会として、同番組が開始した1975年に生まれた10歳児と人気アニメ声優によるペア大会を開催。古谷徹と、神奈川県の男子小学生によるペアが優勝[10]。
  - NHK教育テレビ、『N響アワー』がこの日からの再放送の時間帯に於いて、FMステレオ放送での同時放送を行う[注 4][11]。
- 8日 - 関西テレビ制作・フジテレビ系列で明石家さんま司会のトークバラエティ番組『さんまのまんま』が放送開始（近畿広域圏）。第1回のゲストは榊原郁恵。なお、同番組は2016年9月でレギュラー放送を終了するが、2025年現在も特番として継続中。
- 11日 - フジテレビ系木曜19時台後半枠で、和田慎二原作の漫画を実写ドラマ化した『スケバン刑事』が放送開始。ヒロインの麻宮サキ役は、斉藤由貴・南野陽子・浅香唯と交代しながら1987年10月まで放送された。
- 14日 - 日本テレビ系日曜20時枠で、ビートたけし司会の素人参加型バラエティ番組『天才・たけしの元気が出るテレビ!!』が放送開始（ - 1996年10月）。
- 25日 - TBS系の歌謡番組『ザ・ベストテン』の初代男性司会を務めた久米宏がこの日の放送を最後に、1978年1月の初回から7年4か月務めた同番組を卒業。後任として小西博之が登場するまでの5か月間、TBSアナウンサーの松下賢次（1986年10月から3代目司会）や生島ヒロシなどが輪番制で黒柳徹子とのコンビ司会を務めた[注 5]。

### 5月

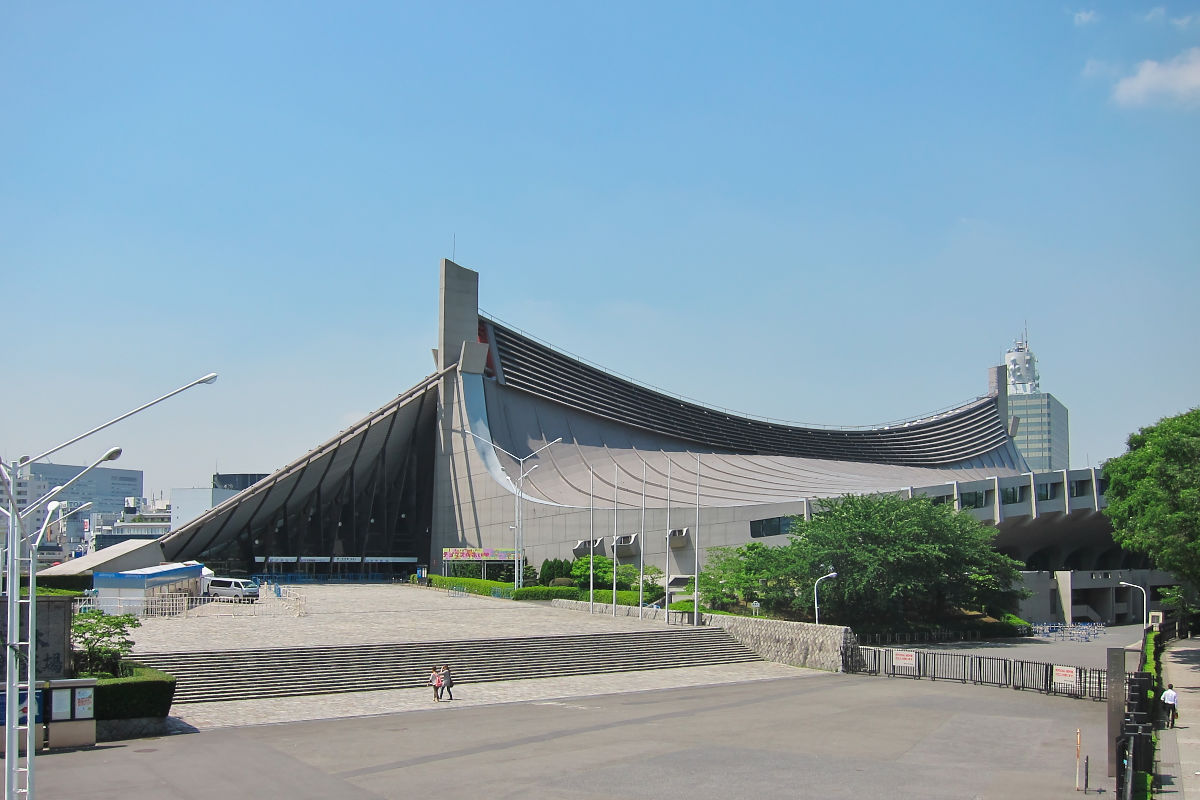
『第23回オールスター紅白大運動会』の会場となった国立代々木競技場（屋外では「国際スポーツフェア'85」が開催されていた）

- 5日 -  テレビ朝日系のクイズ番組・『象印クイズ ヒントでピント』の男性軍3枠を務めたおりも政夫が降板[注 6][13]。翌週12日より高田純次に交代[注 7][14]。
- 14日 - フジテレビ系の『火曜ワイドスペシャル』で、『第23回オールスター紅白大運動会』を放送（総合司会：みのもんた。開催場所：国立代々木競技場）。この回をもって18年の幕を降ろす。なお先述の通り、日本テレビ系の『全日本オールスター選抜大運動会』も10月放送を以て終了したため、芸能人対抗運動会番組はTBS系の『新春オールスター大運動会』だけになる。
- 26日 - 朝日放送制作・テレビ朝日系『パネルクイズ アタック25』、この日の放送をもってアシスタント制度を廃止[10]。

### 6月
- 18日 - テレビ各局はこの日午後、豊田商事会長の永野一男が、この日逮捕されるとの報道で大勢の報道陣が大阪市内の永野が住む自宅マンションに集まり、その中で永野が暴漢に刺殺される映像を生中継（一部は録画）で放映。実際に殺害される場面を生の映像で伝えたNHKではアナウンサーが「子供には見せないで下さい!」と連呼した。
- 24日 - 歌手の松田聖子と、俳優の神田正輝の結婚式および披露宴が行われたこの日、テレビ朝日系『月曜スペシャル90』枠で『独占生中継!!おめでとう 聖子・正輝結婚!・今夜愛の旅立ち』と銘打ち独占放送。当時"聖輝の結婚"と称されたこの結婚の特番は視聴率34.9%（関東地区、ビデオリサーチ調べ）を記録した[15]。
- 30日 - 関西テレビ・フジテレビ系のクイズ番組『クイズDEデート』が終了、8年3か月の歴史に幕。

### 7月
- 13日〜14日 - フジテレビ系で、「アフリカ難民救済」を目的として開催されたチャリティーコンサート特番『THE 地球CONCERT LIVE AID』を放送[16]。
- 25日 - コメディアンで俳優のたこ八郎が24日に神奈川県の海水浴場で飲酒後に海水浴をし、心臓麻痺により死去した（享年44）ことを受け、当時火曜日レギュラー[注 8]として出演していた『笑っていいとも!』（フジテレビ系）司会のタモリがこの日の同番組エンディングで訃報を伝えた。
- 28日 - 関西テレビ・フジテレビ系『花王名人劇場』が放送300回。この日は桂三枝（後の六代 桂文枝）の「たったひとり会」を放送した[17]。

### 8月
- 12日 - 日本航空123便墜落事故が発生。NHK及び民放各局は通常放送を取り止め、同日夜から翌日にかけて報道特別番組を放送。その後も同事故の状況と経過を随時報道した。
  - 墜落現場となった群馬県御巣鷹山を各局が取材、フジテレビのカメラが、生存者がヘリコプターで救出される瞬間を捉え、昼ニュース『FNNニュースレポート11:30』でその映像を放送した。
  - 死者520人を出したこの事故により、歌手の坂本九が犠牲となった（享年43）。坂本が司会を務めていた番組などを抱えるテレビ各局は対応に追われた。
    - TBS系の料理・食情報番組『キッチンパトロール』（食糧庁[注 9]提供）は高橋進（当時TBSアナウンサー）が代理司会を務めた後、大石吾朗（俳優・タレント）が新たに司会に就任した（大石は1990年8月まで在任）。
    - 札幌テレビの福祉番組『ふれあい広場・サンデー九』（1976年10月 - ）は翌月をもって終了、9年の歴史に幕を下ろした。
    - テレビ新広島のクイズ番組『クイズクロス5』（中国電力一社提供、中国ブロックネット[注 10]）は坂本の妻柏木由紀子（女優）が夫の後任を務めた。
    - フジテレビ系
      - 20日放送の『なるほど!ザ・ワールド』では当日のエンディングを差し替え、司会の愛川欽也が追悼のコメントを寄せた[注 11]。
      - 21日放送の『夜のヒットスタジオDELUXE』では同日出演の森進一が曲目を急遽変更し、坂本の代表曲である「見上げてごらん夜の星を」を歌唱した。

    - テレビ朝日系『徹子の部屋』も29日放送分を変更し、坂本の追悼特集を放送（同日のゲストにはジェリー藤尾（歌手・俳優）が出演）[注 12]。
- 24日〜9月4日 - ユニバーシアードが神戸で開催。NHKとサンテレビが大会のホスト放送機関となった[18][19]。

### 9月
- 11日 - 女優の夏目雅子がこの日白血病のため夭折（享年27）。各局の午後のワイドショーはこの訃報を大きく取り上げた。またこの日の午後には俳優の山城新伍の離婚会見が都内で行われ、夜には前年からワイドショーで盛んに取り上げられていたロス疑惑の中心人物である三浦和義が逮捕されるなど“ワイドショーが忙しかった一日”となった。
- 17日 - TBS系平日正午枠で、コント山口君と竹田君の司会で、東京・新宿のコメディーシアターから生中継の公開バラエティ番組『おじゃまします』が放送開始。生放送を行う会場がフジテレビ系『笑っていいとも!』の公開生放送会場であるスタジオアルタに近かったことから“新宿戦争”と呼ばれた。しかし、11月1日に1か月半で打ち切り終了。TBSの正午枠では最短打ち切りというワースト記録を残した。
- 21日 - テレビ朝日系で1979年から5作品にわたり続いた児童向ドラマ『あばれはっちゃくシリーズ』が、第5作『逆転あばれはっちゃく』（3月2日 - ）を以て終了、足かけ7年にわたる歴史に幕。なお次番組は木曜22時から移動した『愛川欽也の探検レストラン』になったため、1968年10月開始の海外作品『奥さまは魔女』（当時ネットの毎日放送制作）以来、制作国・制作局・制作会社を変えながら17年続いたテレビ朝日系土曜19時台後半のドラマは中断した。
- 25日 - フジテレビ系『夜のヒットスタジオDELUXE』で、1976年4月5日より9年半にわたり3代目の男性司会者として、芳村真理のパートナーを務めてきた井上順がこの日の放送をもって降板。
- 27日 - 日本テレビ・よみうりテレビ系の深夜番組『11PM』で1966年4月5日から金曜日の司会を19年半にわたって務めた大橋巨泉が、この日を以て同番組を卒業。巨泉の後任には、村野武範（俳優）と吉田照美（フリーアナウンサー、元文化放送アナウンサー）が起用される。
- 28日 - TBS系で1969年から続いたザ・ドリフターズの『8時だョ!全員集合』がこの日の放送（第803回）をもって終了、約16年の歴史に幕[注 13][20]。最終回視聴率は34.0%（関東地区、ビデオリサーチ調べ）を記録。
- 29日 - フジテレビ系のクイズ番組『アイ・アイゲーム』が終了、6年の歴史に幕。

### 10月
- 1日 - フジテレビ系『笑っていいとも!』に片岡鶴太郎が火曜日レギュラーとして加入。その後1990年10月に水曜日に異動して1993年3月に一旦卒業したものの、1994年4月に再び火曜日レギュラーに復帰して1995年9月に卒業し、通算9年間のレギュラー出演となった。
- 2日 - フジテレビ系『夜のヒットスタジオDELUXE』の4代目男性司会者として、元テレビ朝日アナウンサーの古舘伊知郎がこの日から登板、芳村真理のパートナーを務める（1988年の芳村降板後は自身がメイン格となり、相手役を柴俊夫、加賀まりこと替えながら1990年10月の最終回まで司会を担当）。
- 3日 - TBS系『ザ・ベストテン』で新たな2代目男性司会者として、小西博之がこの日から登場、黒柳徹子のパートナーを務める（1986年9月まで1年間に亘って担当）。
- 4日
  - 日本テレビ系『水曜ロードショー』が水曜→金曜へ移動、同時に金曜ロードショーに改題・リニューアル。
  - フジテレビ系『笑っていいとも!』で、金曜日レギュラーとして、タレントの関根勤がこの日から加入。その後増刊号編集長[注 14]→月→木→水→月→金曜日と渡り歩きながら2014年3月の番組終了まで28年半にわたりレギュラー出演する[注 15]。
- 6日
  - TBS系の日曜昼枠で、和田アキ子司会の生放送バラエティ番組『アッコにおまかせ!』放送開始。初代男性パートナーは松尾貴史（当時の芸名はキッチュ）が務めた（2020年現在も継続中）。
  - 毎日放送制作・NET→TBS系[注 16]で1963年10月から放送開始した視聴者参加クイズ番組の草分け『アップダウンクイズ』が終了。22年の歴史に幕。
  - 読売テレビ制作・日本テレビ系で1975年10月に放送開始した『びっくり日本新記録』がこの日をもって放送終了。10年の歴史に幕（中断期間を含む）。
  - フジテレビ系の日曜22時台前半枠では『アイ・アイゲーム』の後番組として、クイズ番組『TVプレイバック』放送開始（ - 1989年5月21日）。司会は萩本欽一、レギュラー回答者として石田純一、向井亜紀、ザ・ドリフターズのメンバーが週替わりで出演した。
- 7日
  - NHK連続テレビ小説第35作『いちばん太鼓』（作：井沢満・主演：岡野進一郎。NHK大阪制作）放送開始（ - 1986年4月5日）。
  - テレビ朝日系で、平日22時台に大型ニュース番組『ニュースステーション』を放送開始[21]。キャスターに久米宏を起用（ - 2004年3月26日）。なお金曜日は『必殺シリーズ』（ABC制作）のため23時から放送、3年後の1988年4月8日から金曜日も22時開始となる。
  - 関西テレビ・フジテレビ系で千葉真一主演『影の軍団シリーズ』（東映制作）第5作『影の軍団 幕末編』がスタート。同シリーズはこれまで火曜22時枠に放映されていたが、本作品から月曜22時枠に移動した。これに伴い『三枝の愛ラブ!爆笑クリニック』と枠交換、同番組が1年に2度も枠移動する結果となった。
- 8日 - 8月20日放送のテレビ朝日系『アフタヌーンショー』で、ディレクターが知り合いの暴走族に依頼して東京都福生市の多摩川河川敷で中学生の男女がバーベキュー・パーティー中にリンチをさせたことがこの事件に関わっていた女子中学生の証言で発覚。その後、ディレクターが暴行教唆により逮捕され（逮捕後に解雇処分）、番組は18日を以て打ち切りという形で終了した。郵政省（当時）はテレビ朝日に対し厳重注意を行った（「やらせ」が表面化した最初期の事例）。
- 9日 - 日本テレビ系『金曜ロードショー』の枠移動に伴い、空いた水曜21・22時台にドラマ枠を新設。21時枠は『ハーフポテトな俺たち』（出演：中山秀征、他。 - 12月25日） 、22時枠（後の水曜ドラマ）は『妻たちの課外授業』（出演：市毛良枝、由紀さおり、和田アキ子、他。 - 1986年3月26日）をそれぞれ放送開始。
- 10日 - テレビ朝日系の刑事ドラマ『特捜最前線』が水曜22時→木曜21時枠へ移動。移動初放送は20時からの2時間スペシャル『疑惑のXデー・爆破予告1010!』（第436話）。おなじみの二谷英明、藤岡弘らに加え、新レギュラーとして渡辺篤史と三ツ木清隆が加入した。
- 13日 - 『アップダウンクイズ』の後番組として、同じく毎日放送制作・TBS系・ロート製薬一社提供[注 17]の日曜19時枠で『クイズ!!ひらめきパスワード』放送開始（ - 1992年3月）。
- 16日 - プロ野球・阪神タイガースが、1964年以来21年ぶりのセ・リーグ優勝。対ヤクルト戦（神宮球場）を関西テレビ・フジテレビ系で19時から中継し、21時からの『夜のヒットスタジオDELUXE』内で優勝決定の模様を中継。
- 17日 - TBS系『ザ・ベストテン』が放送400回を達成、静岡県から公開生放送。当日第1位はC-C-B「Lucky Chanceをもう一度」[注 18]。
- 19日 - 日本テレビ系『全日本プロレス中継』が1979年3月31日以来、6年半ぶりにゴールデンタイム（19:00 - 19:54）に復帰[注 19]。
- 20日 -  テレビ朝日系のクイズ番組・『象印クイズ ヒントでピント』の男性軍4枠を務めた太川陽介が降板[注 20][22]。翌週27日からは『笑っていいとも!』の初代いいとも青年隊の羽賀研二が登板[23]。
- 29日・31日 - この年行われた日本シリーズ『阪神対西武』第3・5戦（阪神甲子園球場）をサンテレビが中継[注 21]。同局は独立UHF局で初めて日本シリーズを中継した[19]。

### 11月
- 4日
  - TBS系平日正午枠で、俳優の山城新伍司会による公開トークバラエティ番組『新伍のお待ちどおさま』が放送開始（ - 1990年3月）。
  - テレビ朝日系平日正午枠で、やらせリンチ事件で打ち切りになった『アフタヌーンショー』に代わるワイドショー番組『なうNOWスタジオ』が放送開始。総合司会は同局アナウンサーの渡辺宜嗣を起用。その他のレギュラーは、アシスタントにタレントの岸ユキ、コメンテーターに政治評論家の細川隆一郎がそれぞれ出演（ - 1987年3月）。

### 12月
- 16日 - 20日 - テレビ朝日系のトーク番組『徹子の部屋』が放送10周年を記念し、1週間に亘って「10年間の総集編」を放送[24]。
- 28日 - 「第2次中曽根第2次改造内閣」が発足。NHKや在京民放は夕方の報道番組を拡大して報道特別番組を放送、改造内閣発足の模様を伝えた[25]。
- 30日 - 関西テレビ・フジテレビ系『影の軍団 幕末編』最終回。これを以て、千葉真一主演の『影の軍団シリーズ』が全5作、足掛け6年の歴史に幕。
- 30・31日 - 日本テレビ系で年末時代劇スペシャル第1作『忠臣蔵』（里見浩太朗主演）放送。以後、年末時代劇スペシャルは毎年の恒例となり、1993年の『鶴姫伝奇 -興亡瀬戸内水軍-』まで9本が制作された。
- 31日
  - TBS系で『第27回日本レコード大賞』放送（19:00-20:54）。この年から日本レコード大賞の会場が日本武道館での開催となる。大賞は中森明菜の「ミ・アモーレ」。
  - 『第36回NHK紅白歌合戦』がこの日放送。紅組司会は歌手の森昌子、白組司会は鈴木健二（当時NHKチーフアナウンサー）、総合司会は千田正穂（同）がそれぞれ務めた。翌年で歌手活動を引退（2001年に歌手活動を再開）する森が出場歌手としてトリを務めた。平均視聴率は66.0%（関東地区、ビデオリサーチ調べ）。

## その他テレビに関する話題
- フジテレビが1982年から、在京民放局で4年連続の年間視聴率3冠王を達成する。翌1986年春には、年度視聴率でも在京民放局で4年連続の3冠王を達成する。

4月
- 8日 - NHK放送センター（東京都渋谷区神南）内の見学コースが1965年の開設から20年を迎え内容を一新、この日「NHK展示プラザ」としてリニューアルオープン（1995年にNHKスタジオパークとしてリニューアル、2020年を以て閉館）。

7月
- 1日 - 前年大晦日の『第35回NHK紅白歌合戦』で紅組のトリを務めた都はるみを「ミソラ…」と間違えたことで世間の注目を集めたNHKアナウンサーの生方恵一が、東京アナウンス室から大阪放送局に異動。しかし、数日後に退職してフリーアナウンサーに転向する。

9月
- 1日 -  緊急警報放送の運用が開始される[26]。

| テレビせとうち（10月1日開局）  |  | テレビ朝日六本木アークヒルズ放送センター稼動開始（10月5日。写真は2005年撮影のテレビ朝日アーク放送センター） |  | テレビ東京本社移転（12月12日。写真は虎ノ門本社（2011年撮影、後の神谷町スタジオ） |
| テレビせとうち （10月1日開局） |  | テレビ朝日六本木アークヒルズ放送センター稼動開始（10月5日。写真は2005年撮影のテレビ朝日アーク放送センター） |  | テレビ東京本社移転（12月12日。写真は虎ノ門本社（2011年撮影、後の神谷町スタジオ） |

10月
- 1日
  - テレビ東京系列4局目、岡山県・香川県エリア5番目の民放局となる、テレビせとうち（TSC）が開局[27]。岡山・香川エリアとしても最後の開局であり、地上波民放テレビの開局は昭和では最後となった。また、五大都市圏以外の地域で唯一のテレビ東京系列局でもある。
  - ミヤギテレビ（日本テレビ系列）が略称を「mm34」から「MMT」に変更（2025年現在も使用中）。
- 5日 - テレビ朝日の六本木アークヒルズ放送センター（9月30日完成）が稼働開始（翌年5月には本社機能も移転、その後六本木ヒルズに本社を移転している）。

11月
- 29日 - NHK総合テレビ（東京・大阪）で文字多重放送の運用を開始[28]（翌年に全国整備完了）。

12月
- 12日 - テレビ東京が本社を港区芝公園から神谷町（虎ノ門）へ移転（2016年11月に六本木本社へ移転、神谷町旧本社は「テレビ東京神谷町スタジオ」として継続使用）。

## 開局
- 10月1日 - テレビせとうち(試験放送は9月20日開始)

## 既存局の音声多重放送開始
- 3月1日 - NHK金沢放送局、NHK富山放送局（共に総合テレビ）[29]
- 4月2日 - テレビ神奈川[30][注 22]
- 5月31日 - サガテレビ[31]
- 6月1日 - 琉球放送テレビ、沖縄テレビ放送
- 7月7日 - NHK福井放送局（総合テレビ）[28]
- 8月8日 - NHK秋田放送局（総合テレビ）[28]
- 11月14日 - 広島ホームテレビ
- 12月6日 - 富山テレビ放送[32]
- 期日不明 - 福井テレビ放送

## 周年

### 番組
- 放送開始25周年
  - 兼高かおる世界の旅（TBS）
- 放送開始20周年
  - アフタヌーンショー（テレビ朝日）※番組終了
  - 11PM（日本テレビ・読売テレビ）
- 放送開始15周年
  - NNNドキュメント（日本テレビ）
  - 遠くへ行きたい（読売テレビ）
  - RABニュースレーダー（青森放送）
- 放送開始10周年
  - カックラキン大放送!!（日本テレビ）
  - それは秘密です!!（日本テレビ）
  - 妻そして女シリーズ（毎日放送）
  - ぴったしカン・カン（TBS）
  - 料理天国（TBS）
  - 独占!女の60分（テレビ朝日）
  - パネルクイズ アタック25（朝日放送）
  - おはようワイド・土曜の朝に（朝日放送）
  - ノックは無用!（関西テレビ）
  - テレビドクター（読売テレビ）
- 放送開始5周年
  - N響アワー（NHK教育）
  - お達者くらぶ（NHK教育）
  - 三枝の爆笑美女対談（関西テレビ）
  - お笑いスター誕生!!（日本テレビ）
  - 報道特集（TBS）
  - トゥナイト（テレビ朝日）
  - ミエと良子のおしゃべり泥棒（テレビ東京）

### 開局
- 3月16日 - 山形放送テレビジョン放送開始25周年。
- 4月1日
  - テレビジョン放送開始30周年 - 東京放送
  - テレビジョン放送開始25周年 - 秋田放送
  - 開局15周年 - 山形テレビ、福島中央テレビ、テレビ山梨、山陰中央テレビジョン放送、テレビ山口、テレビ高知、テレビ大分、テレビ宮崎
- 6月1日 - 福井放送、琉球放送テレビジョン放送開始25周年。
- 10月1日
  - テレビジョン放送開始25周年 - 宮崎放送
  - 開局15周年 - 宮城テレビ放送
  - 開局10周年 - 東日本放送、テレビ新広島
  - 開局5周年 - テレビ信州
- 11月1日 - NHK仙台教育テレビジョン放送開始25周年。
- 12月1日 - 広島ホームテレビ開局15周年。

## 記念回
- 1月 - パネルクイズ アタック25（朝日放送）500回。それを記念して、1月20日〜2月17日の5週にわたり「女子大生クイズの女王決定戦」を編成[10]。
- 2月18日 - ザ・トップテン（日本テレビ）200回[33]
- 5月26日 - 象印クイズ ヒントでピント（テレビ朝日）300回[34]
- 7月28日 - 花王名人劇場（関西テレビ）300回
- 8月24日 - クイズダービー（TBS）500回
- 9月7日 -  8時だョ!全員集合（TBS）800回 ※同月で番組終了
- 10月6日 - 東芝日曜劇場（TBS）1500回（この日は3時間ドラマ『花のこころ』）
- 10月17日 - ザ・ベストテン（TBS）400回
- 12月22日 - 笑点（日本テレビ）1000回

## 視聴率
（※関東地区、ビデオリサーチ調べ）

### バラエティ・歌番組
1. 第36回NHK紅白歌合戦（NHK総合、12月31日）66.0%
2. 月曜スペシャル90 独占生中継!!おめでとう 聖子・正輝結婚!・今夜愛の旅立ち（テレビ朝日、6月24日）34.9%[15]
3. 8時だョ!全員集合・最終回（TBS、9月28日）34.0%
4. なるほど!ザ・ワールドスペシャル（フジテレビ、1月1日）32.7%
5. ザ・ベストテン（TBS、3月14日）31.9%
6. 第27回日本レコード大賞 (TBS、12月31日) 31.4%

### ドラマ・映画
1. 連続テレビ小説 澪つくし・最終回（NHK総合、10月5日）55.0%
2. 連続テレビ小説 心はいつもラムネ色（NHK総合、2月23日）48.6%
3. 連続テレビ小説 いちばん太鼓（NHK総合、10月11日）39.9%
4. 映画特別企画 追悼夏目雅子『鬼龍院花子の生涯』（フジテレビ、9月13日）34.8%
5. 毎度おさわがせします第1シリーズ・最終回　(TBS、26.2%)
6. 金曜ロードショー 『ランボー』(日本テレビ、10月25日)　25.3%

### アニメ
1. サザエさん（フジテレビ、2月17日）33.6%
2. タッチ（フジテレビ、12月22日）31.9%
3. ドラえもん（テレビ朝日、10月18日）28.1%
4. まんが日本昔ばなし（TBS、2月09日）27.9%
5. 小公女セーラ	（フジテレビ、12月29日）27.8%
6. 藤子不二雄ワイド（テレビ朝日、12月03日	25.0%
7. ゲゲゲの鬼太郎(第3期)（フジテレビ、12月28日）24.3%
8. Dr.スランプ アラレちゃん（フジテレビ、3月13日）24.1%
9. 北斗の拳	（フジテレビ、12月12日）22.4%

### スポーツ
1. 第57回選抜高等学校野球大会・決勝（NHK総合、4月7日）35.2%
2. 日曜ナイター「ヤクルト×巨人」（フジテレビ、9月1日）34.0%
3. 大相撲初場所・8日目（NHK総合、1月20日）33.6%
4. 大相撲九州場所・14日目（NHK総合、11月23日）32.0%

### ニュース・報道
1. ゆく年くる年（NHK総合、12月31日）45.1%
2. NHKニュース（NHK総合、12月31日 20:55-21:00）43.4%
3. NHKニュース（NHK総合、2月23日 8:30-8:35）39.1%
4. NHKニュースワイド（NHK総合、10月5日）38.0%
5. 昭和60年広島平和記念式典（NHK総合、8月6日）32.5%

## テレビ番組

### テレビドラマ

#### NHK
- 大河ドラマ 春の波涛（出演：松坂慶子、中村雅俊、風間杜夫 他）
- 連続テレビ小説
  - 澪つくし（主演：沢口靖子）
  - いちばん太鼓（出演：岡野進一郎、三田寛子 他）
- 銀河テレビ小説
  - 夢で愛して
  - たけしくん、ハイ!（原作：ビートたけし）
  - 私生活
  - ひとりごとの時代
- 花へんろ 風の昭和日記（出演：桃井かおり、河原崎長一郎 他）
- 真田太平記
- 夢家族

主なスペシャルドラマ
- ザ・ディ その日〜1995年・日本（全9回）

#### 日本テレビ系
- 婦警候補生物語（出演：伊藤麻衣子（後のいとうまい子） 他） - 月曜スター劇場最終作。
- 金曜劇場
  - ママたちが戦争を始めた!
  - ニッポン親不孝物語（出演：近藤真彦 他）
  - 家族ジャングル（最終作）
- グランド劇場
  - のン姉ちゃん・200W
  - 気になるあいつ
- 日曜9時枠刑事ドラマ
  - 刑事物語'85（出演：渡瀬恒彦 他）
  - 誇りの報酬（出演：中村雅俊 他）
- ハーフポテトな俺たち（出演：中山秀征 他） - 水曜21時枠第1作
- 妻たちの課外授業（出演：市毛良枝、由紀さおり、和田アキ子 他） - 水曜22時枠第1作
- 白バイ野郎パンチ&ボビー（二か国語）[17]

主なスペシャルドラマ
- 俺たちの旅 十年目の再会（出演：中村雅俊、田中健、秋野太作 他）- 9月4日
- 年末時代劇スペシャル 忠臣蔵 - 12月30日、31日

廃枠
- 月曜スター劇場 - 『NTTアワー TIME21』新設のため。

枠変動
- 10月 - 金曜劇場が、『水曜ロードショー』との曜日交換により水曜22時枠に移動した（2016年現在も継続中だが、1988年10月から1991年9月の間は『水曜グランドロマン』を編成したため中断）。

#### TBS系
- ナショナル劇場
  - 水戸黄門・第15部
  - 大岡越前・第9部
- テレビ小説
  - 夢かける女（主演：松原千明）
  - 五度半さん（主演：南果歩）
  - 愛の風、吹く（主演：安田成美）
  - 幸せさがし（主演：麻生祐未）
- 火曜8時
  - 少女に何が起こったか（主演：小泉今日子）- 制作：大映テレビ
  - 乳姉妹（出演：渡辺桂子、伊藤かずえ 他） - 制作：大映テレビ
  - 禁じられたマリコ（主演：岡田有希子）
- 火曜9時
  - 毎度おさわがせします（出演：小野寺昭、中山美穂 他）
  - サーティーン・ボーイ
  - 夏・体験物語（出演：中山美穂 他）
  - OH!わが友よ
- 金曜8時
  - 花田春吉なんでもやります
  - うちの子にかぎって…（出演：田村正和 他）
  - もしも、学校が…!?
  - '85年型家族あわせ
- 金曜9時
  - 子供が見てるでしょ! ※第1回作品
- 金曜ドラマ
  - 許せない結婚
  - ふぞろいの林檎たちII（出演：中井貴一、時任三郎、柳沢慎吾、石原真理子（後の石原真理） 他）
  - 夫婦生活
  - 金曜日の妻たちへIII 恋におちて（出演：篠ひろ子 他）
- 土曜9時
  - スーパーポリス
  - 赤い秘密
  - ポニーテールはふり向かない（主演：伊藤かずえ） - 制作：大映テレビ

主なスペシャルドラマ
- 家族ゲームスペシャル アニキの家庭教師は花の女子大生・なのダ（出演：長渕剛 他） - 4月5日
- 東芝日曜劇場1500回記念 じゃがいもと三日月（前編・後編） - 10月20日、27日：北海道放送、RKB毎日放送共同制作。
- イエスの方舟（出演：ビートたけし 他） - 12月9日
- 3年B組金八先生スペシャルIV（出演：武田鉄矢 他） - 12月27日

#### フジテレビ系
- 影の軍団シリーズ （主演：千葉真一、制作：関西テレビ）
  - 影の軍団IV （火曜10時）
  - 影の軍団 幕末編 （月曜10時）
- 水曜8時
  - スタア誕生（主演：堀ちえみ、制作：大映テレビ）
  - ヤヌスの鏡（主演：杉浦幸、制作：大映テレビ）
- 木曜劇場
  - 男の家庭科
  - 間違いだらけの夫選び
  - 親戚たち
  - アルザスの青い空
- スケバン刑事（主演：斉藤由貴）
- スケバン刑事II 少女鉄仮面伝説（主演：南野陽子）
- 阪急ドラマシリーズ（関西テレビ制作）
  - それいけ!ズッコケ三人組
- 東海テレビ制作昼の帯ドラマ
  - 別れた妻
  - しのぶ
  - 小さな訪問者
- 木曜ドラマストリート

主なスペシャルドラマ
- 化粧（原作：渡辺淳一／出演：十朱幸代、名取裕子、石川秀美、高峰三枝子、ミヤコ蝶々 他） - 1月3日
- 心はロンリー気持ちは「…」II（出演：明石家さんま 他） - 7月15日
- 月曜ドラマランド
  - もーれつア太郎 ニャロメ!!出生の秘密を知ったとき少女に何が起こったかのココロ!?（出演：久保田篤、荻野目洋子 他） - 5月20日。
  - 一休さん（主演：富田靖子） - 8月12日。『一休さん』初のテレビドラマ版。

廃枠
- 3月：平岩弓枝ドラマシリーズ - 『夜のヒットスタジオDELUXE』開始のため。

#### テレビ朝日系
- 火曜9時
  - ただいま絶好調! ※最終作品
- 木曜9時
  - たそがれて思春期
  - ママ、大変だァ! ※最終作品（『特捜最前線』枠移動のため）
- 必殺シリーズ（朝日放送制作）
  - 必殺仕事人意外伝 主水、第七騎兵隊と闘う 大利根ウエスタン月夜（スペシャル第5作。下記作品の序章でもある。出演：藤田まこと、京本政樹、村上弘明、山田五十鈴、鮎川いずみ、ひかる一平）
  - 必殺仕事人V（第23作。出演：藤田まこと、京本政樹、村上弘明、山田五十鈴、鮎川いずみ、ひかる一平）
  - 必殺橋掛人（第24作。出演：津川雅彦、西崎みどり（後の西崎緑）、宅麻伸、萬田久子、斉藤清六）
  - 必殺仕事人V・激闘編（第25作。出演：藤田まこと、京本政樹、村上弘明、鮎川いずみ、柴俊夫、梅沢富美男、笑福亭鶴瓶）
- 金曜9時（朝日放送制作）
  - 特命刑事ザ・コップ（出演：藤竜也、MIE、宅麻伸、松金よね子、鈴木ヒロミツ、高松英郎、中村玉緒）
  - 迷宮課刑事おみやさん（主演：緒形拳）[注 23]
  - 赤かぶ検事奮戦記IV（主演：フランキー堺）
- 逆転あばれはっちゃく - あばれはっちゃくシリーズ最終作品。
- 特攻野郎Aチーム

主なスペシャルドラマ
- 天璋院篤姫（原作：宮尾登美子／主演：三田佳子） - 1月3日
- 美貌なれ昭和（出演：永島敏行、田中邦衛、小室満里子 他） - 10月1日

放送枠移動
- 10月（いずれも『ニュースステーション』新設のため）
  - 月曜ワイド劇場：21時→20時に繰り上げ
  - 遠山の金さん：木曜20時→火曜21時
  - 特捜最前線：水曜22時→木曜21時

#### テレビ東京系
- 風雲 柳生武芸帳
- 花の女子校 聖カトレア学園→花の聖カトレア学園→新・花の聖カトレア学園

### テレビアニメ
- 世界名作劇場 小公女セーラ（フジテレビ）
- 機動戦士Ζガンダム（名古屋テレビ）
- はーいステップジュン（朝日放送）
- タッチ（フジテレビ）
- おねがい!サミアどん（NHK総合）
- オバケのQ太郎（テレビ朝日）
- 藤子不二雄ワイド（テレビ朝日）
  - プロゴルファー猿
- 超獣機神ダンクーガ（TBS）
- 炎のアルペンローゼ（フジテレビ）
- 六三四の剣（テレビ東京）
- コンポラキッド（テレビ朝日）
- 魔法のスターマジカルエミ（日本テレビ）
- 戦え!超ロボット生命体トランスフォーマー（日本テレビ）
- ダーティペア（日本テレビ）
- 蒼き流星SPTレイズナー（日本テレビ）
- 忍者戦士飛影（日本テレビ）
- 昭和アホ草紙あかぬけ一番!（テレビ朝日）
- ゲゲゲの鬼太郎（フジテレビ）
- 夢の星のボタンノーズ（朝日放送）
- ハイスクール!奇面組（フジテレビ）

アニメ関連の出来事
- 10月開始アニメのうち『蒼き流星SPTレイズナー』『忍者戦士飛影』『昭和アホ草紙あかぬけ一番!』において、井上和彦が3作品すべての主役の声を担当した[35]。
- 『サザエさん』（フジテレビ）の脚本を、のちの売れっ子脚本家となる三谷幸喜が4本担当したが、このうちの1本がプロデューサーの逆鱗に触れる結果となり、三谷は『サザエさん』の脚本を降板している（詳しくは三谷幸喜の項を参照）。

### 特撮番組
- 兄弟拳バイクロッサー（日本テレビ）
  - 出演：金子哲、土家歩、沢近恵子、潮健児、高橋みどり、羽田圭子、沢りつお 他
- TVオバケてれもんじゃ（フジテレビ）
  - 出演：龍田直樹、伊藤環、佐渡稔、木の葉のこ、斉藤晴彦 他
- 電撃戦隊チェンジマン（テレビ朝日）
  - 出演：浜田治希、河合宏、和泉史郎、西本ひろ子、大石麻衣、藤巻潤、山本昌平、黒田福美、加藤精三 他
- 巨獣特捜ジャスピオン（テレビ朝日）
  - 出演：黒崎輝、塚田聖見、仲谷昇、渡洋史、飯塚昭三、春田純一 他
- 勝手に!カミタマン（フジテレビ）
  - 出演：田中真弓、岩瀬威司、林美穂、石井愃一、大橋恵里子 他
- 地球防衛軍テラホークス（NHK総合）

### 報道・情報番組
終了番組
- 久米宏のTVスクランブル（日本テレビ）
- モーニングサラダ（日本テレビ）
- FNNニュースレポート5:30（フジテレビ）
- ワイドワイドフジ（フジテレビ）
- モーニングスタジオ・土曜!100%（関西テレビ）
- KTSテレビ夕刊（鹿児島テレビ）
- ANNニュースファイナル（平日版、テレビ朝日）※『ニュースステーション』開始に伴う。[注 24]
- アフタヌーンショー（テレビ朝日）※不祥事による打ち切り

開始番組
- NTTアワー TIME21（日本テレビ）
- サニーサイド7（日本テレビ）
- ザッツ!好奇心（よみうりテレビ）
- KTSスーパータイム NEWS&SPORTS（鹿児島テレビ）
- 荒川強啓のらくらくTOKIO（フジテレビ）
- FNNスーパータイム（週末版、フジテレビ）
- モーニングアップル（関西テレビ）
- ニュースステーション（テレビ朝日）[21]
- なうNOWスタジオ（テレビ朝日）
- 直送ふるさと特急便（テレビ東京）
- 経済ホットチャンネル（テレビ東京）
- とやまニューアングル(富山テレビ)[21]
- とことん気になる なうあっぷFUKUI(福井放送)
- だから金曜生放送(テレビ愛媛)
- RKB朝の情報BOX(RKB毎日放送)
- 土曜ジャーナル(テレビ西日本)[21]

期間限定番組
- 3月 - 9月
  - ハイライト科学万博（NHK総合・首都圏）
  - EXPOスクランブル（TBS）

### スポーツ番組
- スポーツ特Q（フジテレビ）
- ビートたけしのスポーツ大将（テレビ朝日）

### バラエティ番組
終了番組
- 欽ドン!良い子悪い子普通の子おまけの子（フジテレビ）
- 唄子・啓助のおもろい夫婦（フジテレビ）
- プロポーズ大作戦（朝日放送）
- パンチDEデート（関西テレビ）
- 三枝の爆笑夫婦（日本テレビ）
- 8時だョ!全員集合（TBS）
- 欽ちゃんの週刊欽曜日（TBS）
- 突然ガバチョ!（毎日放送）
- びっくり日本新記録（よみうりテレビ）
- 派手〜ずナイト（北海道テレビ）

開始番組
- バラエティー生活笑百科（NHK大阪放送局 / NHK総合）
- 天才・たけしの元気が出るテレビ!!（日本テレビ）
- 三宅裕司じゃん（日本テレビ）
- 大きなお世話だ（日本テレビ）
- とんねるずの子供は寝なさい!?（日本テレビ）
- アッコにおまかせ!（TBS）
- おじゃまします（TBS）- 10月終了
- 新伍のお待ちどおさま（TBS）
- 爆笑・一ッ気族!（TBS）
- アッコ 古舘のあっ!言っちゃった!（TBS）- 4月〜9月
- しゃれっぽクラブ（TBS）
- 遊びすぎじゃないの!?（TBS）
- 夕やけニャンニャン（フジテレビ）
- テレビくん、どうも!（フジテレビ）
- 夜はタマたマ男だけ!!（フジテレビ）- 5月〜9月
- マイルド欽ドン!（フジテレビ） - 改題・シリーズ再開
- 所さんのただものではない!（フジテレビ）
- さんまのまんま（関西テレビ）
- パーティー野郎ぜ!（朝日放送） - 『ニュースステーション』新設のため半年で打ち切り
- 極楽テレビ（朝日放送） - 2ヶ月で打ち切り。
- 爆笑!!ライブハウス（朝日放送）
- あっ!カメラだ（朝日放送）
- マンガ人間抱腹Z!!（朝日放送）
- 全日本そっくりショー（テレビ東京）
- ザ・テレビジョン（第2期）（テレビ東京）
- どっきりカメラUSA（テレビ東京）
- 納涼ゆかた寄席→お笑い名人寄席（テレビ東京）

期間限定番組
- ドリフフェスティバル・全員集合ベスト100（TBS、10月〜12月）
- この秋一番!（テレビ朝日、10月21日〜10月31日）- 『アフタヌーンショー』打ち切りから『なうNOWスタジオ』開始までのつなぎ番組。

特別番組
- クレージーキャッツ結成30周年記念特別企画 アッと驚く!無責任（フジテレビ）[注 25]

放送枠移動
『三枝の愛ラブ!爆笑クリニック』（関西テレビ）が、4月改編で水曜22時枠から月曜22時枠（前述の『夜のヒットスタジオ』との枠交換）へ、さらに10月改編で火曜22時枠（『影の軍団』シリーズとの枠交換）へ二度も移動した（ - 1995年9月）。

### クイズ番組
終了番組
- アップダウンクイズ（毎日放送）
- クイズ天国と地獄（TBS）
- アイ・アイゲーム（フジテレビ）

開始番組
- バスクリンファミリータイム 所ジョージのモノMONOウォーズ（日本テレビ）
- おもしろ人間ウォンテッド!!（日本テレビ）
- クイズ!!ひらめきパスワード（ステレオ）（毎日放送）
- 夜はドキドキ!!（関西テレビ）
- ザ・対決（フジテレビ）
- 本気でライバル（フジテレビ）
- TVプレイバック（フジテレビ）
- クイズなんでも一番館（朝日放送）
- クイズ データとこ勝負!!（テレビ東京）

特別番組
- 輝け!'85オールスター秋の人気番組対抗 爆笑!クイズでヒントゲームでピント（テレビ朝日。9月25日）[注 26]

### 音楽番組
終了番組
- あなたのメロディー（NHK総合）

開始番組
- ザッツミュージック（ステレオ）（NHK総合）
- ハイ!こちら音楽部（日本テレビ）
- ロッテ 歌のアルバム（ステレオ）（TBS）※シリーズ第2期
- 全日本ドレミファミリー歌合戦（ステレオ）（毎日放送）
- キンキンの歌え!新婚カンコン（毎日放送）
- 夜のヒットスタジオDELUXE（ステレオ）（フジテレビ）※改題・枠拡大
- お次の番だョ!歌合戦（テレビ東京）

### 教養・ドキュメンタリー番組
終了番組
- 明るい農村（漁村）（NHK総合）
- ふれあい広場・サンデー九（札幌テレビ）※司会者死亡に伴う打ち切り

開始番組
- ウォッチング（NHK総合）
- みてごらん（NHK教育）
- それいけノンタック（NHK教育）
- リポートにっぽん（NHK教育）
- いってみよう やってみよう（NHK教育）
- にんげん家族（NHK教育）
- おもいっきり中学時代（NHK教育）
- わたしの青春ノート（NHK教育）
- ETV8（NHK教育）
- ルーブル美術館（NHK教育）

### 旅・紀行番組
終了番組
- 世界あの店この店（テレビ朝日）

開始番組
- 美女紀行!E湯!E味（テレビ朝日）
- TVムック・謎学の旅（日本テレビ）
- ニューヨーク情報（テレビ朝日）
- レール7（テレビ東京）

### 単発特別番組枠
- GOGOサンデー（TBS）
- ザ・スペシャル（TBS）

### 映画番組
- 土曜映画招待席→土曜シネマシアター（TBS）

枠移動
- 水曜ロードショー → 金曜ロードショー（日本テレビ）

### その他
- ことばのプリズム（TBS、関東ローカル）
- 金曜特選劇場（テレビ東京） - 同局の『12時間超ワイドドラマ（後の新春ワイド時代劇）』の分割放送を中心に、映画も放送した。
- マジック世界No.1（テレビ東京）
- いってみよう やってみよう（NHK教育）

### 既存番組の音声多重化

#### ステレオ放送化
- 新春オールスター大運動会（TBS）- この年の『第14回レコード10社対抗'85新春オールスター大運動会』（1月2日放送）から毎年

## この年の主なキャンペーン
- 「活火山です4チャンネル」（日本テレビ、7月） - 同局の『三宅裕司じゃん』『大きなお世話だ』にレギュラー出演している三宅裕司と小倉久寛を起用。